# Rassemblement des travailleurs africains - Sénégal
Le Rassemblement des travailleurs africains - Sénégal (RTA-S) est un parti politique sénégalais.

## Histoire
Le Rassemblement des travailleurs africains - Sénégal / Comité d'Organisation pour le Parti (RTA-S / COP) résulte d'un travail politique et d'organisation entamé dès 1978 par des militants qui appelaient à la fondation d'une véritable organisation ouvrière d'avant-garde : une organisation qui, par son programme, sa composition sociale et son activité quotidienne, incarne véritablement les intérêts de la classe ouvrière de notre pays et ses alliés.
Ce courant politique est né d'une scission du mouvement maoïste initiée par la Lettre ouverte en 1978 et la naissance du groupe "Vive le Marxisme-Léninisme!" (VML). Plus tard, des militants du groupe "Pour la défense du Marxisme-Léninisme" (PDML) qui menaient parallèlement à VML la même lutte de démarcation, le rejoindront pour former un seul groupe.
En mai 1983, fut créé, comme instrument d'intervention dans le mouvement ouvrier, le journal ouvrier et populaire Ferñent (L'Étincelle) produit et diffusé dans la clandestinité. Le lancement de cet organe va déclencher de la part du gouvernement d'Abdou Diouf une réaction violente de répression et de persécution contre le mouvement. Nombre de militants vont connaître la provocation, la persécution, l'arrestation. C'est dans ces circonstances que l'un de ses principaux animateurs, Birane Gaye entré en clandestinité parce que recherché activement par la police, trouvera la mort le 21 octobre 1986.
Organe de propagande et d'agitation, Ferñent était l'outil principal d'élaboration théorique des éléments de programme et d'organisation des éléments avancés de la classe ouvrière et des masses populaires. Profitant des avancées démocratiques à la suite des luttes des forces démocratiques et populaires, les animateurs de Ferñent vont lancer le journal légal Xal-Wi (La Braise) en janvier 1992.
En avril 1993, les animateurs et sympathisants de Xal-Wi se sont constitués en un Comité National pour la fondation du Parti autour d'une « déclaration d'intention ».
Le jeudi 26 octobre 1995, le Comité National des Sympathisants de Ferñent-L'étincelle organise au Relais Route de Ouakam à Dakar une conférence de presse pour annoncer la naissance du RTA-S.
Ce n'est qu'en mars 1997 que le Rta-S obtiendra son récépissé après une lutte soutenue contre l'ostracisme gouvernemental. Depuis lors, le parti poursuit inlassablement sa tâche d'implantation, d'organisation et de formation dans les secteurs ouvriers et populaires, en participant activement au soutien des luttes populaires et sur le terrain politique, à tous les combats démocratiques progressistes, seul ou en alliance avec d'autres forces de la gauche. C'est ainsi qu'il organisera des marches ou sit-in, en plus des campagnes d'opinion contre la privatisation des sociétés nationales stratégiques (Senelec, Sde, Sonacos, etc.), contre la privatisation de la terre, contre l'utilisation par l'État et le parti au pouvoir des sentiments d'appartenance religieuse ou confessionnelles, etc.
En 2000, le Rta-S soutiendra la candidature de Mademba Sock aux présidentielles, au premier tour, avant de participer au FAL (Front de l'Alternance) pour l'élection de Abdoulaye Wade contre Abdou Diouf.
En 2001, lors des législatives, et en 2002, lors des élections locales, le Rta-S ira sous propre drapeau, autour d'une plate-forme alternative ouvrier et populaire, avec un slogan devenu célèbre aujourd'hui « Réw dañ koy péncoo, ken du ko pàccoo ».
Aujourd'hui, le travail continue dans la même direction, selon les mêmes orientations.

## Orientation
C'est un parti d'extrême gauche.
Ses objectifs déclarés sont « la conquête du pouvoir politique ; la rupture avec la domination impérialiste ; la conquête et la préservation de la souveraineté nationale ».

## Organisation
Le siège du parti est à Dakar (Grand Yoff).
Son coordonnateur est El Hadji Momar Samb.
Le RTA-S édite un périodique, Péncoo.